# Reginald Palgrave
Sir Reginald Francis Douce Palgrave (født 1829, død 13. juli 1904 i Salisbury) var en engelsk historiker, søn af Francis Palgrave, bror til Francis Turner, William Gifford, og Inglis Palgrave.
Efter at have fuldendt sine studier kom han i Underhusets tjeneste, fra 1886 som sekretær. Han er specielt kendt for sine praktiske parlamentshåndbøger: The Chairman’s Handhook og The House of Commons. Desuden har han skrevet det historiske værk: Oliver Cromwell, the Protector, an Appreciation based on Contemporary Evidence (1890), i hvilket han i modsætning til Carlyle bedømmer Cromwell hårdt.